# Hôpitaux Robert-Schuman
Pour les articles homonymes, voir HRS.
Les hôpitaux Robert-Schuman (abrégé en HRS) sont un groupe hospitalier privé basé dans la ville de Luxembourg et à Esch-sur-Alzette, créé en 2014 par le regroupement de plusieurs établissements privés de ces deux villes.

## Histoire
Le 6 mai 1992, la Congrégation des Sœurs de Sainte-Elizabeth et la Congrégation des Franciscains fondent conjointement la Fondation François-Elisabeth (FFE) regrouper les trois cliniques (Clinique Sacré-Cœur, Clinique Sainte-Elisabeth et Clinique Saint-François) sous une gestion qui débouche une décennie plus tard par leur regroupement en un seul site : l'hôpital Kirchberg, ouvert le 4 juillet 2003.
En avril 2002, la FFE rachète la clinique privée Dr Émile-Bohler qui est transféré à l'hôpital Kirchberg le 6 janvier 2006. Le 1er avril 2004, la clinique Sainte-Marie d'Esch-sur-Alzette voit ses activités reprises par la FFE, qui fonde au passage sa propre société de services pour tous ses hôpitaux, qui s'appelait initialement Les Saveurs de la Santé et est rebaptisée en 2014 Santé Services.
En décembre 2012, la FFE et la Zithaklinik (ou Clinique Sainte-Thérèse), gérée par la congrégation des Carmélites Tertiaires, signent un protocole d'accord pour travailler plus étroitement ensemble, notamment à la suite de l'arrêté grand-ducal du 13 mars 2009 qui instaure le Centre hospitalier du Kirchberg et qui débouche le 27 mars 2014 par la fusion des deux établissements pour former les Hôpitaux Robert-Schuman, qui sont gérés par la Fondation Hôpitaux Robert-Schuman (FHRS),.
La fusion administrative des hôpitaux est mise en place de façon effective le 1er juillet 2017.
Fin 2024, la clinique Sainte-Marie d'Esch-sur-Alzette, dont les locaux deviennent obsolètes, voit ses services regroupés au Kirchberg tandis que les HRS déclarent vouloir conserver le site pour des activités médicales.

## Organisation administrative
Les Hôpitaux Robert-Schuman (HRS) sont organisés en une société anonyme qui compte comme actionnaire unique la Fondation Hôpitaux Robert-Schuman (FHRS).

## Sites
L'organisation résulte des différentes fusions organisées au fil des ans :
- Hôpital Kirchberg : Ouvert en 2003, il constitue le site central du groupe dans le quartier du Kirchberg ;
- Clinique Bohler : La clinique est installée depuis 2006 sur le site de l'hôpital Kirchberg ;
- Zithaklinik : La clinique est implantée rue d'Anvers dans le quartier de la gare de Luxembourg ;
- Clinique Sainte-Marie : Unique site situé en dehors de la capitale, elle est basée dans le sud du pays à Esch-sur-Alzette et se concentre sur les activités de gériatrie depuis 2009[1].